# 1164 Kobolda
Kobolda (asteróide 1164) é um asteróide da cintura principal, a 1,8574892 UA. Possui uma excentricidade de 0,1948024 e um período orbital de 1 279,75 dias (3,5 anos).
Kobolda tem uma velocidade orbital média de 19,61014566 km/s e uma inclinação de 25,15826º.
Esse asteróide foi descoberto em 19 de Março de 1930 por Karl Reinmuth.